# Raniero Cantalamessa
Raniero Cantalamessa, född 22 juli 1934 i Colli del Tronto, är en italiensk kardinal och kapucinmunk som 1980–2024 var det påvliga hushållets predikant. 
Som det påvliga hushållets predikant är Cantalamessa den ende präst som har rätt att predika för påven. Den 2 april 2010 orsakade han viss uppståndelse genom att likna kritiken mot påven i samband med sexuella övergrepp inom romersk-katolska kyrkan med antisemitism.
Cantalamessa var en av de två präster som gav en meditation i samband med Konklaven 2025. Han deltog däremot inte själv i konklaven, då han passerat åldersgränsen för rösträtt.
Cantalamessa medverkade vid Oasmötet i Borås 2008.